# Soliskowe Kopy

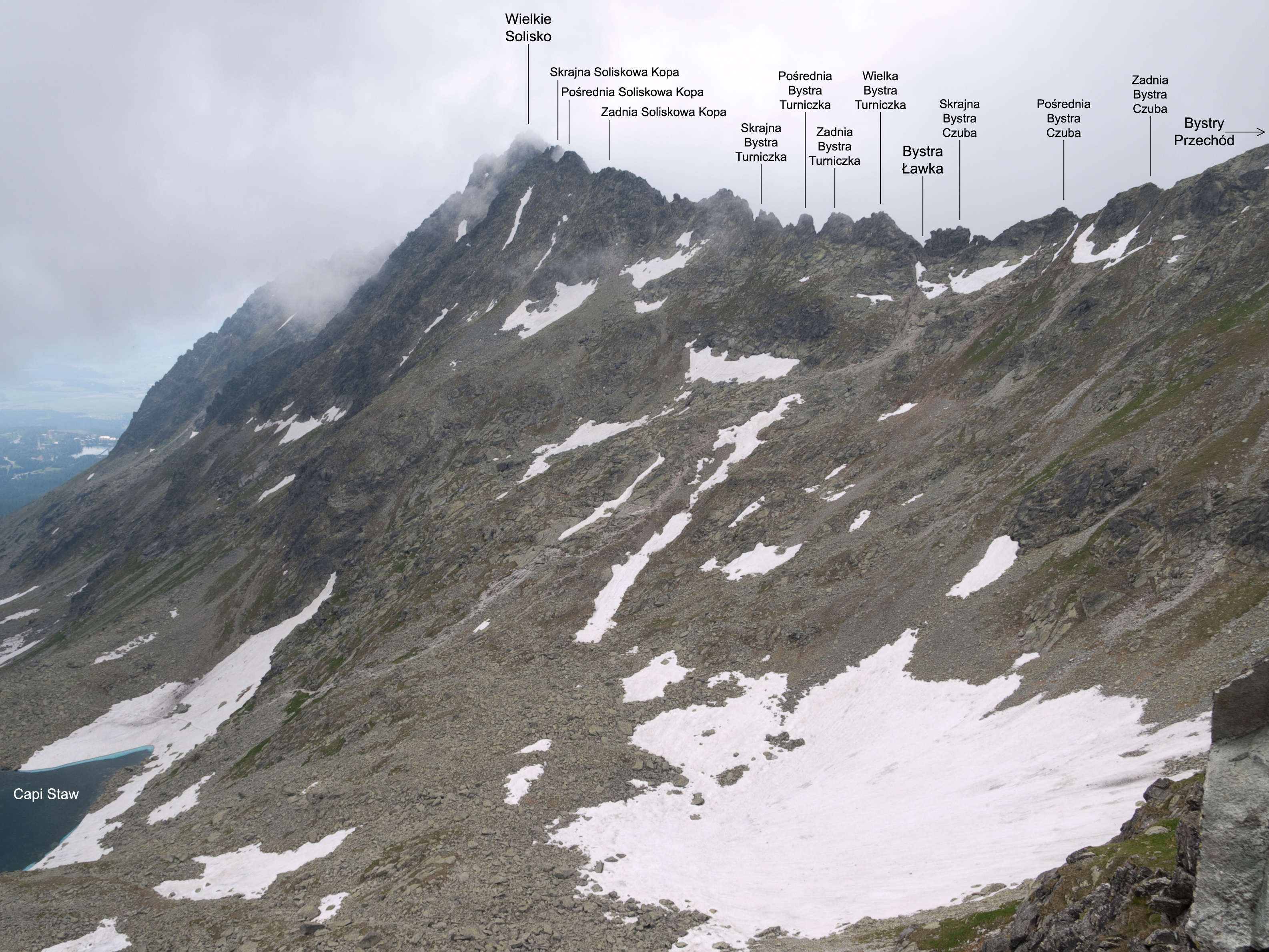
Soliskowe Kopy, Bystre Turniczki i Bystre Czuby

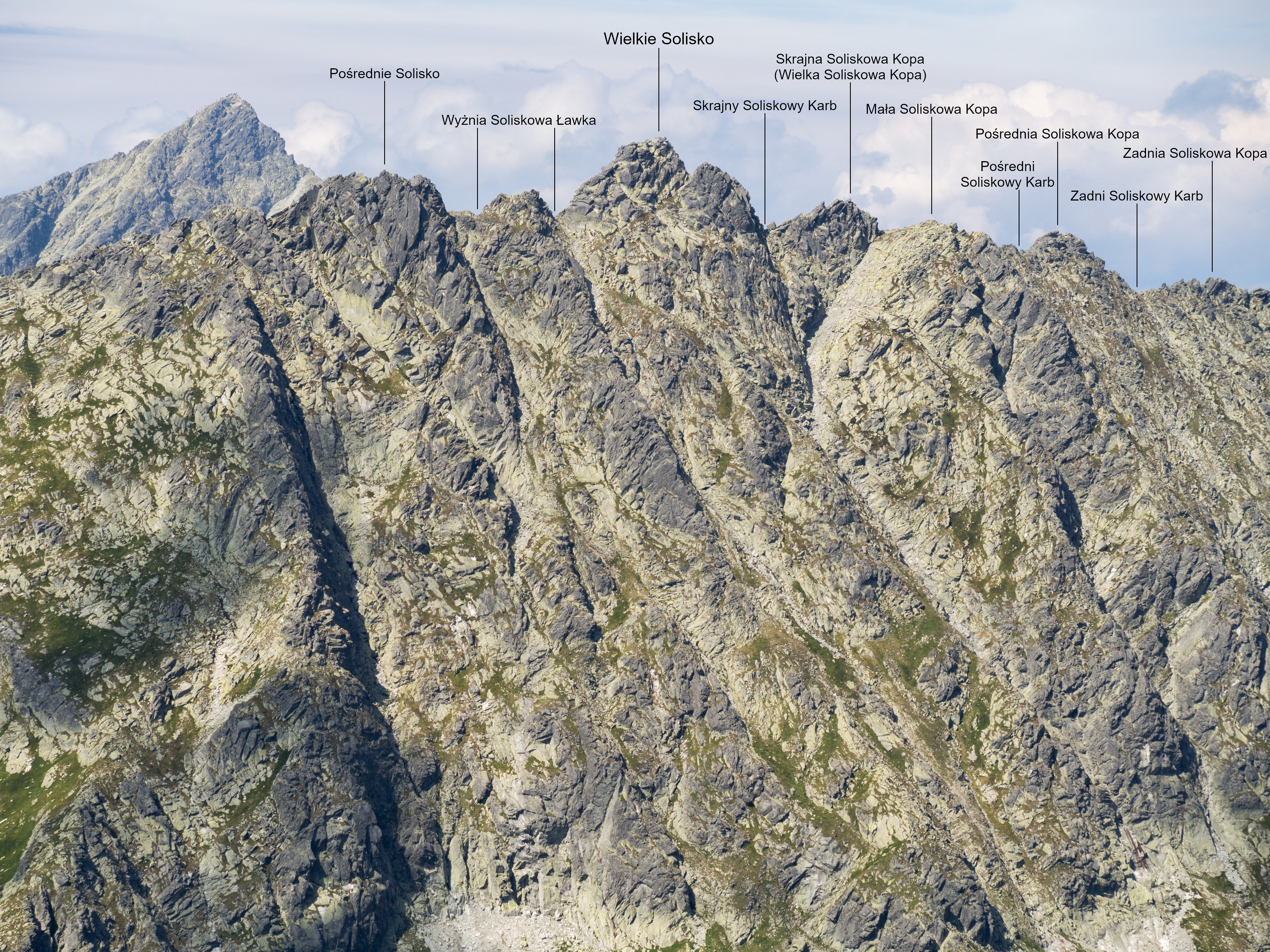
Widok od wschodu, Soliskowe Kopy w prawej części zdjęcia

Soliskowe Kopy (słow. Soliskové kopy) – grupa szczytów w Grani Soliska w słowackich Tatrach Wysokich. Wznoszą się one nad Doliną Młynicką i Doliną Furkotną, w odcinku grani pomiędzy Zadnią Soliskową Szczerbiną a Wielkim Soliskiem. Ten fragment grzbietu stanowi w praktyce wydłużoną, północną grań Wielkiego Soliska, w której poszczególne obiekty wyróżniają się bardziej od strony Doliny Furkotnej.
W kolejności od północy (od Zadniej Soliskowej Szczerbiny) są to następujące wierzchołki wraz z rozdzielającymi je przełączkami:
- Zadnia Soliskowa Kopa (Zadná solisková kopa),
- Zadni Soliskowy Karb (Zadný soliskový zárez),
- Pośrednia Soliskowa Kopa (Prostredná solisková kopa),
- Pośredni Soliskowy Karb (Prostredný soliskový zárez),
- Skrajna Soliskowa Kopa (Predná solisková kopa),
- Skrajny Soliskowy Karb (Predný soliskový zárez).

Autorzy atlasu satelitarnego Tatry i Podtatrze w grani tej wyróżnili jeszcze Bystrą Kopę, wznoszącą się pomiędzy Zadnią Soliskową Szczerbiną a Zadnią Soliskową Kopą oraz Małą Soliskową Kopę, znajdującą się pomiędzy Pośrednim Soliskowym Karbem a Skrajną Soliskową Kopą. Jednocześnie dla Skrajnej Soliskowej Kopy zaproponowali nazwę Wielka Soliskowa Kopa. Obydwie wymienione kopy nie zostały opisane ani nazwane w przewodniku taternickim Arno Puškáša.

## Historia
Pierwsze przejścia granią Soliskowych Kop:
- Günter Oskar Dyhrenfurth i Hermann Rumpelt, 10 czerwca 1906 – letnie,
- Adam Karpiński i Stefan Osiecki, 12 kwietnia 1925 – zimowe[1].